# クレージー黄金作戦
『クレージー黄金作戦』（クレージーおうごんさくせん）は、東宝創立35周年記念作品の1作品として1967年に製作・公開されたクレージーキャッツ主演映画。
日本映画史上初のアメリカ本土ロケを敢行し、ラスベガスのメインストリートを封鎖して撮影されたダンスシーン、またハワイ・ワイキキビーチでの、共に1960年代の東宝娯楽路線を支えた植木等と加山雄三の共演シーンなどが話題となった。上映時間157分に及ぶ大作である。興行収入6億8000万円、配給収入3億4000万円、観客動員数290万人の大ヒットとなった。
本作と翌1968年の『クレージーメキシコ大作戦』は、一本立てで公開された。

## ストーリー
博打好きの僧侶・町田心乱は、博打のつけが溜まってしまい、債権者の一人である北川の経営する金友商事でタダ働きすることに。しかし心乱は、会社を利用して体よくロサンゼルスへと旅立つ。その飛行機で乗り合わせた国会議員の板垣重金、そして医師の梨本金男を「ラスベガスへ行けば3000ドルある」と焚きつけ、ラスベガスのカジノで一儲けしようと考える。しかし、持ち金をほぼ使い果たし、わずかな残金を支払い「行けるところまで」と三人で乗ったラスベガス行きのバスを降りると、そこは砂漠のド真ん中。炎天下の砂漠を彷徨う途中インディアンに追いかけられ、ラスベガスではギャング団に狙われ……と災難続き。イチかバチかの賭けの末、最終的には3600万ドルという大金を得ることができたものの、帰国後に海野月子の策略で全額慈善団体に寄付させられ、その金で建設された病院の前に、黄金に輝く3人の像が残ることとなったのだった。

## スタッフ
- 製作：渡辺晋
- 監督：坪島孝
- 脚本：笠原良三・田波靖男
- 音楽：宮川泰・萩原哲晶

## キャスト
- 町田心乱：植木等
- 板垣重金：ハナ肇
- 梨本金男：谷啓
- インディアン：犬塚弘
- 中林（書記官）：桜井センリ
- 怪しい男Ａ：石橋エータロー
- 怪しい男Ｂ：安田伸
- 海野月子：浜美枝
- 花園百合子：園まり
- メリー：ペギー・ニール
- 北川常務：有島一郎
- 王仁口院長：藤木悠
- 沢島代議士：石山健二郎
- 衛生大臣：十朱久雄
- 関口支店長：人見明
- 大浜部長：藤岡琢也
- 並川課長：石田茂樹
- 金尾徴税局長：藤田まこと
- 板垣かね：飯田蝶子
- 山口：桐野洋雄
- 玩具工場社長：沢村いき雄
- キッド・ゴールド：アンドリュー・ヒューズ
- 神父：E・H・エリック
- 患者：塩沢とき
- キッド・ゴールドの顧問弁護士：ジョージ・A・ファーネス
- デモ隊：ザ・ドリフターズ（いかりや長介・加藤茶・荒井注・高木ブー・仲本工事）
- ワイキキビーチの若大将：加山雄三
- ザ・ピーナッツ（伊藤エミ・伊藤ユミ）
- ジャッキー吉川とブルー・コメッツ
- ジャニーズ[7]

## 挿入歌
「万葉集」
作詞：永六輔、作曲：中村八大
歌：植木等
「何も云わないで」
作詞：安井かずみ、作曲：宮川泰
歌：園まり
「代議士ソング」
作詞：萩原哲晶、作曲：萩原哲晶
歌：ハナ肇
「二人だけの海」
作詞：岩谷時子、作曲：弾厚作
歌：植木等、加山雄三
「星に願いを〜ハリウッド･ブールバードの歌」
作詞：藤田敏雄･植木等･田波靖男、作曲：萩原哲晶
歌：植木等
「つれてって」
作詞：岩谷時子、作曲：宮川泰
歌：園まり
「ハロー･ラスベガス〜金だ金だよ」
作詞：田波靖男、作曲：宮川泰
歌：クレージーキャッツ
「ウナ・セラ・ディ東京」
作詞：岩谷時子・田波靖男、作曲：宮川泰、企画･構成：谷啓･ハナ肇、演出：和田嘉訓
歌：ザ・ピーナッツ、ジャッキー吉川とブルー・コメッツ、ジャニーズ、クレージーキャッツ